# П'єтро Репетто
П'єтро Репетто (італ. Pietro Repetto; помер 25 листопада 1870, Санкт-Петербург) — італійський співак, композитор і музичний педагог.
Навчався співу у Франческо Ламперті. Написав оперу «Випадок в Сан-Мікеле» (італ. Un episodio del San Michele; 1855, на старе лібрето Феліче Романі), вставні речитативи до опери Амбруаза Тома «Каїди» (1862) і інші.
З 1863 року викладав вокал у Санкт-Петербургской консерваторії: серед його учнів, зокрема, Семен Біжеїч, Павло Бронников, Надія Єнгаличева, Іван Мельников, Харлампій Саванелі, Олександра Сантагано-Горчакова, Михайло Саріотті, Федір Стравінський, Дмитро Усатов.
1. ↑  Deutsche Nationalbibliothek Record #143516299 // Gemeinsame Normdatei — 2012—2016.